# Uskumruköy, Sarıyer
Uskumruköy là một xã thuộc huyện Sarıyer, tỉnh Istanbul, Thổ Nhĩ Kỳ. Dân số thời điểm năm 2010 là 4.524 người.